# Ma femme est pasteure

Ma femme est pasteure est une web-série suisse de format court créée par Victor Costa et Carolina Costa Andres et diffusée au sein du site web 20minutes.ch d'Edipresse à partir du 18 février 2015.
La web-série est composée de 12 épisodes de 3 à 5 minutes par saison et comporte  une saison complète diffusée sur le web.

## Résumé
Un Espagnol agnostique et cartésien est en couple avec une Suissesse pasteure. Les circonstances de cette situation amènent les jeunes mariés à débattre et défendre leurs valeurs tout en préservant un équilibre serein au sein du ménage.
La web série s'inspire des débats entre cartésiens et croyants et de la vie du couple Costa , afin de traiter de thématiques comme la cohésion, la foi, le choc des cultures, la spiritualité,  le sens de la vie, le rôle des femmes et  la mort.

## Fiche technique
- Titre : Ma femme est pasteure
- Société de production : Atalahalta Productions
- Société(s) de distribution (pour le web) : 20minutes.ch
- Effets spéciaux numériques :
- Postproduction : Atalahalta Productions
- Format : 1.77 : 1, couleur
- Pays d'origine :  Suisse
- Langue : français
- Genre : web-série
- Durée : environ 4 minute 00 secondes

### Équipe
- Réalisation : Victor Costa
- Scénario : Victor Costa, Carolina Costa,
- Producteur : Atalahalta Production
- Production exécutive : Victor Costa,
- Directeur de la photographie : Valentin Waeber
- Montage : Valentin Waeber
- Chef décorateur :
- Ingénieur du son : David Püntener; Nicolas Binggeli, Nicolas Ducret, Benedetto Garro
- Assistant réalisateur : Carolina Costa
- Scripte : Victor Costa, Carolina Costa, Francisco Leonarte, Ernest José Sorrentino, NOM
- Chef opérateur : Valentin Waeber
- Directeur de production : Victor Costa
- Régisseur général : Salim Loulouz
- Costumier : Atalahalta Production
- Maquilleuse : Zornitsa Ivanova
- Effets spéciaux : Valentin Waeber
- Étalonnage : Valentin Waeber

## Distribution

### Personnages principaux
- Carolina Costa : La Pasteure Clara
- Victor Costa : Le Mari Thomas

### Personnages secondaires
Personnages apparus dans au moins deux épisodes
- Marc Aeschbacher : Jésus, voix off de Pasteur, Adam, prophète, Twitter
- Nelly Uzan : Voisine, femme morte
- Francine Ogay : Voisine
- Lorianne Cherpillod : Prostituée, Karima, Youtube, Marie Madeleine
- Christiane Chevalier Ormond : Voisine
- Catia Machado : Rachel, Ève, femme lapidation,
- Etienne Guilloud : Pasteur, Ami de Thomas
- Gilles Decorvet : Homme lapidé, maître bouddhiste
- Stella Lo Pinto : Femme de Noé, voix off de la maman de Thomas

## Personnages
- La pasteure Clara , jouée par Carolina Costa, est l'un des deux personnages principaux de la web-série. Trentenaire protestante et pasteure.
- Le mari Thomas, joué par Victor Costa est le « compagnon de vie» de Clara. Il est le fil rouge de la série car toutes les intrigues se déroulent sur ses questionnements en lien avec le métier de sa femme, ses origines et réflexions.

## Épisodes
1. Un job d’enfer (18 février 2015)
2. Et le 7e jour, il se reposa (3 mars 2015)
3. Ça sent le pourri ! (17 mars 2015)
4. La Vie maritale (8 avril 2015)
5. Buter mon voisin (22 avril 2015)
6. Dieu est une femme (20 mais 2015)
7. À la recherche du sens (10 juin 2015)
8. Paroles divines (10 juillet 2015)
9. Bestseller (25 août 2015)
10. La Nouvelle Marie Madeleine (14 octobre 2015)

### Documentaire
L'émission France 2 C'est au programme, dans sa chronique « société », a fait un reportage sur les personnes à l'origine de Ma femme est pasteure. Une des raisons du succès de la websérie selon Carolina Costa :
« Prendre des thématiques où ça peut crisper et de les renverser, d'apporter de l'humour, de la fraicheur et de pouvoir changer le regard sur la question ».

## Réception

### Audience
50 000 vues pour les premiers épisodes

## Influences
Selon le réalisateur Victor Costa, Il y a une inspiration tirée de Woody Allen et des Monty Python.

## Récompenses

### Nomination
2015
- Rio Web Festival : Meilleure performance féminine pour Carolina Costa (Comedy)[6]
- Dublin Web Festival : Meilleure actrice pour Carolina Costa [7]
- Women & Fashion Filmfest : Meilleure websérie [8]

2016
- Seattle Web Fest : nommé à la participation 2016[9]
- Korean Web Fest : nommé dans les catégories[10] :
  - "BEST MUSIC"
  - "BEST EDITING"
  - "BEST COMEDY"
- Austin WEb Fest : nommé dans les catégories[11] :
  - "Meilleur acteur (Victor Costa)
  - "Meilleure actrice (Carolina Costa)
  - "Meilleure Comédie

### Prix
2015
- Bilbao Web Festival : Prix du mérite sélection Amesta, Meilleure actrice [12]

2016
- Rome web Awards : 3e prix dans la catégorie « Meilleure actrice de second rôle » (Catia Machado)[13]
- Festival Internacional de Cine de Valencia : Prix spectateurs de la meilleure websérie[14]